# Сливинский, Александр Владимирович
Алекса́ндр Влади́мирович Сли́ва (Сливи́нский) (29 августа (10 сентября) 1886 — 21 декабря 1953) — Генерального штаба подполковник Русской армии (1917), участник Первой мировой войны, Георгиевский кавалер. В 1918 году — начальник Генерального штаба армии Украинской державы, полковник; в 1919—1920 годах участник Белого движения на Юге России, затем белоэмигрант в Югославии, Германии, Канаде.

## Биография

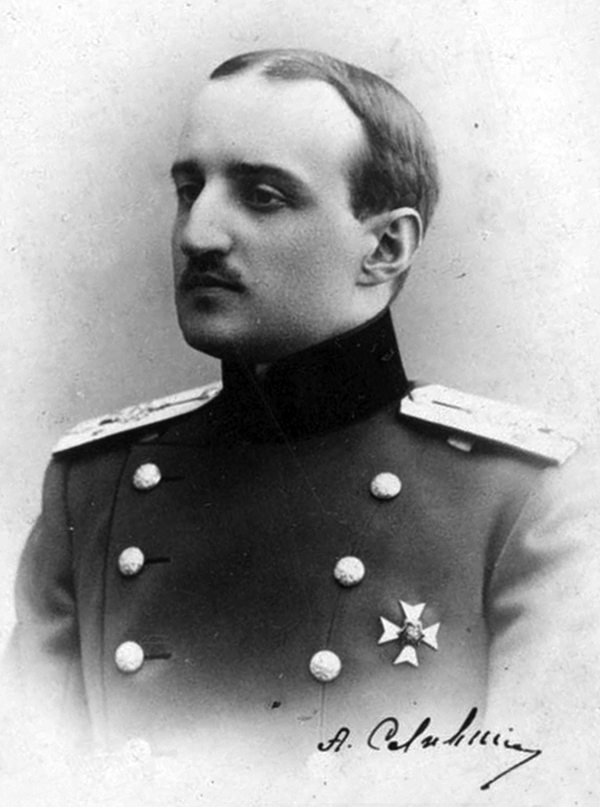
5-го понтонного батальона поручик Слива, Александр Владимирович.

Из потомственных дворян, уроженец Полтавской губернии. Православного вероисповедания. Его отец владел имением в Полтавской губернии.
Окончил Петровский Полтавский кадетский корпус (1905) и Николаевское инженерное училище в Санкт-Петербурге в 1908 году (три класса по 1-му разряду, с занесением имени на мраморную доску).
В военную службу вступил 30 июня 1905 года юнкером Николаевского инженерного училища. Из училища был выпущен подпоручиком в 5-й понтонный батальон, расквартированный в Киеве.
Чины: подпоручик (1908), поручик (1910), штабс-капитан (1914), капитан (1916), подполковник (1917), переименован на войскового старшину украинской армии (1918), полковник украинской армии (1918), полковник русской армии (1919).
С августа 1911 года по май 1914 года находился в Санкт-Петербурге, в командировке при Императорской Николаевской военной академии (проходил курс учёбы в Академии).
По окончании двух классов и дополнительного курса Академии по 1-му разряду, был причислен к Генеральному штабу и прикомандирован к штабу Киевского военного округа для испытания, с оставлением в списках 5-го понтонного батальона.
Участник  Первой мировой войны. В начале войны был назначен исправляющим должность старшего адъютанта штаба 10-й кавалерийской дивизии; временно исправлял должность начальника штаба той же дивизии (оставаясь в списках 5-го понтонного батальона).
22 марта 1915 года был переведен в Генеральный штаб, с назначением старшим адъютантом штаба 3-го кавалерийского (3-го конного) корпуса генерала графа Келлера. Особо отличился в апреле 1915 года в ходе кавалерийских боёв на Буковине, у сёл Ржавинцы и Баламутовка, за что в последствии был награждён орденом Святого Георгия 4-й степени.
29 января 1917 года был назначен исполняющим должность помощника начальника отделения Управления генерал-квартирмейстера штаба помощника Главнокомандующего армиями Румынского фронта; 3 апреля 1917 года назначен исполняющим должность штаб-офицера для поручений по авиации того же Управления.
После февральской революции 1917 года принял активное участие в украинском национальном движении на Румынском фронте. Был членом созданного украинского комитета фронта и играл в нём значительную роль. В июне 1917 года, на 2-м украинском военном съезде в Киеве, был избран в состав Украинского генерального войскового комитета (УГВК), председателем которого был С. В. Петлюра.

### Служба в украинской армии
После октябрьской революции 1917 года в Петрограде, 18 ноября 1917 года подполковник Сливинский был назначен 2-м генерал-квартирмейстером Украинского войскового генерального секретариата, а вскоре — помощником начальника Генерального штаба создаваемой армии Украинской народной республики. Он — автор проекта развертывания украинской армии путем использования остававшихся на Украине частей и соединений «старой» армии Румынского и Юго-Западного фронтов.
В январе 1918 года Сливинский был среди организаторов обороны Киева от красногвардейских формирований Совнаркома РСФСР, несколько дней занимал пост начальника штаба Гайдамацкого коша Слободской Украины. После захвата Киева большевиками, как частное лицо ушёл пешком в западном направлении и вернулся в Киев вместе с германскими войсками.
С 10 марта 1918 года Сливинский — начальник Генерального штаба армии Украинской народной республики (УНР). Во время переворота 29 апреля 1918 года одним из первых поддержал гетмана Скоропадского и остался на занимаемой должности. В начале мая 1918 года временно исполнял обязанности министра военных дел и флота вооружённых сил Украинской державы.
Протежировал Сливинскому начальник штаба Гетмана всея Украины генерал Б. С. Стеллецкий. При поддержке Стеллецкого Сливинский получил право самостоятельного доклада гетману, что вызвало недовольство генералитета, в частности, товарища военного министра генерала А. Г. Лигнау. Помощником Сливинского был известный отечественный военный деятель полковник Н. Е. Какурин.
Одновременно в 1918 году Сливинский давал многочисленные интервью в киевских газетах по вопросам создания национальной украинской армии на основе всеобщей воинской повинности и с сохранением военнослужащим заслуг в старой русской армии (причём — создание регулярной дисциплинированной армии не для угрозы кому-либо, а для защиты независимости страны). Проблемой гетманской армии было наличие лишь штабных структур без реальных войск в их подчинении, — немцы, всё обещая, фактически не допускали формирования армейских частей. Гордостью начальника Генштаба была сформированная и укомплектованная Сердюкская дивизия, которая считалась образцовой.
Поражение Германии в Первой мировой войне с последовавшим выводом германских оккупационных войск с Украины в корне изменило военно-политическую ситуацию и предопределило падение гетманского режима. Изменилась и позиция Сливинского. Вскоре после капитуляции немцев он встретился с офицерами Генерального штаба и неожиданно заявил им: «Настал час возрождения России…. Против большевиков должен быть создан единый фронт, и на этом фронте Украина должна занять подобающее место». Участвовал Сливинский и в подготовке «федеративной грамоты» гетмана Скоропадского 14 ноября 1918 года, в которой говорилось о будущей Украине как об автономии в составе федеративной России, освобождённой от большевиков.
17 ноября 1918 года полковник Сливинский оставил должность начальника Генерального штаба, — был уволен с назначением в распоряжение Военного министра и с зачислением по Генштабу. В конце 1918 года его взял к себе генералом для поручений его прежний командир граф Ф. А. Келлер, руководивший добровольческими формированиями в Киеве.
24 ноября 1918 года в Киеве, в присутствии графа Ф. А. Келлера, Сливинский обвенчался с Марией Андреевной Вишневской (в первом браке – Мейер), усыновил её сына от первого брака.

### Участие в «белом» движении
В декабре 1918 года, после падения гетманского режима и прихода к власти Директории УНР, Сливинский с женой скрытно пробрались в Одессу, занятую войсками Антанты и белогвардейцами. С захватом в апреле 1919 года Одессы украинской Красной армией, Сливинские скрывались, раздобыв чужие паспорта, но в начале лета 1919 года вынуждены были зарегистрироваться у «красных». Сливинский был зарегистрирован как офицер Генштаба, зачислен в резерв штаба Наркомата по военным делам Украинской ССР, и направлен в Киев за назначением на штабную должность.
При отправлении поезда на Киев Сливинские бежали и скрывались в пригороде Одессы до прихода «белых». Затем Сливинский, легализовавшись, стал печатать в газетах военные обзоры, чем неплохо зарабатывал и даже смог получить по реквизиции большую комнату в центре города. Переболел тифом.
При уходе белогвардейцев из Одессы, семья Сливинских эвакуировалась в Севастополь, оттуда в конце 1919 — начале 1920 года эмигрировала в Югославию. Благодаря личному знакомству с Врангелем, летом 1920 года Сливинский получил от него поручение по связям с правительством Польши, — побывал в Польше, в Каменец-Подольском, оттуда возвратился в Белград и, получив вызов из Крыма, прибыл в Севастополь.
Осенью 1920 года он вновь эвакуировался из Севастополя на пароходе «Сегед» как прикомандированный к Отделу генерал-квартирмейстера штаба Русской армии.

### В эмиграции
В эмиграции Сливинский поселился в Сербии, в Приеполе. Работал инженером-строителем, участвовал в  подрядах по проведению шоссе в Боснии. Состоял в Обществе русских офицеров Генерального штаба, занимался военно-историческими исследованиями.
В 1925 году переехал в Германию, в 1951 году — в Канаду.
Умер 21 декабря 1953 года в Монреале.

## Сочинения
В 1921 году опубликовал в Сербии книгу:
- «Конный бой 10-й кавалерийской дивизии генерала графа Келлера 8/21 августа 1914 г. у д. Ярославице»[13].

## Награды
- Медаль «В память 300-летия царствования дома Романовых» (1913)
- Орден Святого Станислава 3-й степени (ВП от 08.05.1914), — за отличные успехи в науках
- Орден Святого Станислава 2-й степени с мечами (ВП от 22.01.1915)
- Орден Святой Анны 3-й степени с мечами и бантом (ВП от 23.01.1915)
- Орден Святого Владимира 4-й степени с мечами и бантом (2-е Дополнение к ВП от 01.02.1915)
- Высочайшее благоволение (ВП от 25.06.1915), — за отличия в делах против неприятеля
- Георгиевское оружие (18.04.1915; утв. ВП от 10.11.1915), — …за то, что будучи исправляющим должность начальника штаба 10-й кавалерийской дивизии в бою у д. Одржехова 10-го декабря 1914 года, исполняя должность начальника штаба, принимал ближайшее участие в руководстве боем, находясь под сильным ружейным и артиллерийским огнем противника и, подвергая свою жизнь явной опасности, верной оценкой обстановки и выдающейся распорядительностью способствовал успешным действиям дивизии.
- Орден Святого Георгия 4-й степени (31.07.1915; утв. ВП от 30.12.1915), — …за то, что в боях с 15-го по 29-е апреля 1915 года у д.д. Ржавенцы и Баламутовка, находясь на линии наших цепей и подвергая свою жизнь явной опасности, под сильным ружейным огнем тяжелой артиллерии противника, неустанно наблюдая за ходом боя, давал ценные сведения в штаб корпуса о группировке и передвижении противника и этим способствовал успеху боя.

## Оценка личности
Биография Александра Владимировича Сливы (Сливинского) демонстрирует непростой жизненный путь русского по духу, языку и культуре офицера, временно связавшего свою жизнь и карьеру с украинской идеей, но так и не прибившегося к украинскому национальному движению. Как и у ряда других деятелей гетманской эпохи, взгляды Сливинского отличались противоречивостью, неустойчивостью и сочетали в себе как русский патриотизм и антибольшевизм, так и определённые проукраинские симпатии.
По аттестации, данной в 1912 году в императорской Николаевской военной академии, поручик Слива «…способностей хороших; в поле недостаточно находчив; старателен, тактичен, дисциплинирован; несколько замкнутого характера».
К своим обязанностям он относился весьма серьезно. Его будущая супруга вспоминала, что в начале 1918 года, в период наступления «красных» на Киев, Сливинский находился в подавленном настроении: «…он,
всегда бодрый и энергичный, вдруг жалуется на инертность офицерства, безвластие и говорит, что с тем, что удалось ему собрать, ничего сделать уже нельзя».
Товарищ министра внутренних дел В. Е. Рейнбот свидетельствовал, что военный министр генерал А. Ф. Рагоза в силу преклонного возраста уже был номинальным министром, реальная власть была в руках генералов А. П. Грекова, А. Г. Лигнау и подполковника Сливинского, которого Рейнбот охарактеризовал как талантливого. По мнению этого мемуариста, Сливинский был невероятно честолюбив и склонен к интриганству.
Емкие характеристики Сливинского оставил в своих воспоминаниях генерал Б. С. Стеллецкий. По его свидетельству, Сливинский якобы с детства мечтал сделаться вторым Наполеоном, целиком посвятил себя военному делу, благодаря чему блестяще учился, причем вне военного дела у него интересов не было.
Генерал В. А. Мустафин считал Сливинского «молодым офицером Генерального штаба, несомненно умным и способным, большим карьеристом, пошедшим по указке самостийников и проводившим на высшей командной должности негодных, скомпрометированных людей, проявлявших угодливость перед украинскими шовинистическими течениями и ненависть (конечно, внешне напускную) ко всему русскому».
Петлюровские военачальники отзывались о Сливинском скорее недоброжелательно. Генерал М. В. Омельянович-Павленко писал о переполнявшем его чувстве неприязни к начальнику Генштаба. По характеристике генерала В. Н. Петрова, Сливинский — «подвижный, стройный, невысокий офицер с быстрой речью, категоричными выражениями, энергичными жестами»; когда Сливинский обратился к Петрову на русском языке, последний намеренно отвечал ему на «мове», чем вынудил и Сливинского перейти на украинский язык. По мнению генерала А. П. Грекова, Сливинский — «заурядный мелкий офицер Генштаба с большими наклонностями к мании величия и интриганству».
Показательны взаимоотношения Сливинского с «белыми». Представитель «белых» в Киеве подполковник С. Н. Ряснянский вспоминал, что Сливинский был с ним очень любезен и обещал ему свое содействие. Генерал М. А. Свечин оставил подробное описание встречи со Сливинским. Последний был рад приезду генерала Н. Н. Головина — его профессора в Академии и заявил Головину и Свечину: «Все мы, русские офицеры, можем спокойно и откровенно вести наши беседы, т. к. наши помыслы направлены, где бы теперь ни находились, на пользу России».